# Morgan Johansson
Tomas Morgan Johansson (født 14. maj 1970 i Höganäs församling i Malmöhus län) er en svensk socialdemokratisk politiker. Han Sveriges nuværende justitisminister siden 2014, indenrigsminister siden 2021 og vicestatsminister siden 10 september 2019.
Han var tidligere sundhedsminister 2002–2006, migrationsminister 2014–2017 og 2019-2021, samt indenrigsminister 2017–2019.

## Biografi
Morgan Johansson er søn af blikkenslager Tommy Johansson og sygeplejerske Birgitta Johansson (født Månsson). Han fik en bachelorgrad fra Lunds Universitet i 1993. Han har været redaktionel skribent på Arbetet Nyheterna 1994-1997 og politisk ekspert for regeringen 1997-1998. Johansson har været aktiv i religionsdebatten og har skrevet en række indlæg for Humanisterna, hvor han også har været medlem af bestyrelsen. Han er af journalisten Christer Isaksson beskrevet som tilhørende venstrefløjen af Socialdemokraterne.
Johansson har været medlem af Riksdagen siden valget i 1998 valgt i Skåne läns sydlige valgkreds. Han var medlem af retsudvalget fra 1998 til 2002 og næstformand for udvalget i en kort periode i 2002. Han var sundhedsminister i regeringen Persson. Efter den socialdemokratiske regerings afgang ved riksdagsvalget i 2006 blev Johansson medlem af forfatningsudvalget og af den svenske delegation til Europarådet fra 2006 til 2010. Han var derefter formand for Retsudvalget i 2010-2011 og 2011-2014.

### Ministerposter
Johansson var sundhedsminister 2002–2006 i regeringen Persson og justits- og migrationsminister 2014–2017 i regeringen Löfven I. I forbindelse med regeringsroḱaden i 2016 fik også ansvar for våbeneksportspørgsmål. Johansson udnævntes til justits- og indenrigsminister 27 juli 2017. Han fik fornyet tillid som minister da han 21 januar 2019 udnævntes til justits- og migrationsminister i regeringen Löfven II.
I 2015 brugte Johansson meget tid på flygtningekrisen i Europa, hvor et rekordstort antal mennesker søgte asyl i Sverige, hvilket gjorde det stadig vanskeligere for myndigheder og kommuner at modtage tilstrømningen. For at "skabe et åndehul for den svenske flygtningemodtagelse" fremlagde Johansson en række forslag, der tog sigte på kraftigt at reducere indvandringen. Forslagene omfattede udarbejdelse af lovgivning i overensstemmelse med de minimumskrav, der er fastsat i internationale konventioner og i EU-lovgivningen, og omfattede bl.a. tidsbegrænsede opholdstilladelser, begrænsede rettigheder til familiesammenføring og strengere krav til forsørgelsespligt.